# Lucyna Reszczyńska
Lucyna Reszczyńska (ur. 1 maja 1916 w Cekanowie, zm. 18 listopada 2019 w Warszawie) – polska zakonnica rzymskokatolicka ze Zgromadzenia Sióstr Miłosierdzia św. Wincentego à Paulo, uczestniczka powstania warszawskiego.

## Życiorys
Przyszła na świat jako córka Leona Reszczyńskiego i Stanisławy z domu Jędrzejewskiej. 10 sierpnia 1938 wstąpiła do Zgromadzenia Sióstr Miłosierdzia św. Wincentego à Paulo (Szarytki). W latach 1940–1942 kształciła się także w ramach szkoły pielęgniarskiej dla sióstr zakonnych założonej przez siostrę Wandę Żurawską i od października 1942 pracowała w Szpitalu Dziecięcym przy ul. Kopernika 43 w Warszawie. 15 sierpnia 1943 złożyła po raz pierwszy śluby święte. Wybuch powstania warszawskiego zastał ją w Szpitalu Dziecięcym przy ul. Kopernika, gdzie jako pielęgniarka niosła pomoc rannym, aż do ewakuacji szpitala w dniu 24 września 1944. Do Warszawy powróciła w 1945 i do 1961 dalej pracowała w Szpitalu przy ul. Kopernika. Następnie do 1998 pracowała jako pielęgniarka w Szpitalu św. Feliksa przy ul. Płockiej w Warszawie.

## Odznaczenia
- Krzyż Oficerski Orderu Odrodzenia Polski (31 lipca 2017)[3],
- Medal „Pro Patria” (1 lutego 2017)[1],
- Medal „Pro Memoria” (23 marca 2009)[1]